# Tariku
De Tariku (ook wel Rouffaer-rivier of Rouffaer) is een rivier in het noordelijk deel van Papoea, het Indonesische westelijke deel van Nieuw-Guinea. De Tariku stroomt vanaf zijn bron in het binnenland oostwaarts door de vlakte ten noorden van de centrale bergketens en vloeit dan samen met de Taritatu, waardoor een van de grootste rivieren van Nieuw-Guinea ontstaat, de Mamberamo die bij Kaap d'Urville aan de noordkust van het eiland uitmondt in de Pacific. In de koloniale tijd heette de Tariku de Rouffaer-rivier, genoemd naar de Nederlandse indoloog Gerret Rouffaer. De Rouffaer-rivier (destijds ook wel kortweg de Rouffaer genoemd) speelde aan het begin van de twintigste eeuw een rol bij de exploratie van Nederlands-Nieuw-Guinea toen een wetenschappelijke expeditie via de Mamberamo het onbekende diepe binnenland binnendrong om de 'eeuwige sneeuw' te bereiken waarmee de hoogste bergpieken waren bedekt. Deze exploratietocht, de Centraal Nieuw-Guinea Expeditie (1920-1922) slaagde daar overigens niet in.